# Playita Cortada (Puerto Rico)
Playita Cortada is een plaats (comunidad) in het Amerikaanse unincorporated territory Puerto Rico, en valt bestuurlijk gezien onder gemeente Santa Isabel.

## Demografie
Bij de volkstelling in 2000 werd het aantal inwoners vastgesteld op 1677.

## Geografie
Volgens het United States Census Bureau beslaat de plaats een oppervlakte van
4,9 km², waarvan 2,3 km² land en 2,6 km² water.

## Plaatsen in de nabije omgeving
De onderstaande figuur toont nabijgelegen plaatsen in een straal van 40 km rond Playita Cortada.